# Оскольська вулиця (Київ)
О́скольська ву́лиця — вулиця в Голосіївському районі міста Києва, місцевість Цимбалів яр. Пролягає від початку забудови до проспекту Науки.
Прилучається провулок Цимбалів Яр.

## Історія
Вулиця виникла в 1-й третині XX століття, мала назву Новоселівська. Сучасна назва — з 1955 року. У 1960–70-ті роки була частково скорочена в зв'язку з переплануванням та частковим знесенням старої забудови.